# Nits Árpád
Nits Árpád (Kolozsvár, 1938. július 15.– Kolozsvár, 2005. november 11.) erdélyi magyar újságíró, szerkesztő.

## Életútja
Szülővárosában, a 2. számú Magyar Fiúközépiskolában érettségizett (1954), közüzemi alkalmazott, raktáros, villanyszerelő (1954–62), majd újságírói pályára lép: a kolozsvári Igazság munkatársa (1962–70). Közben közgazdasági tanulmányokat folytat a bukaresti Ştefan Gheorghiu Főiskolán. Az Ifjúmunkás főszerkesztő-helyettese (1970–85), az Előre (1985–90) belső munkatársa; 1989 után az Ifjúmunkás utódlapjaként indított Fiatal Fórum (1991–92) olvasószerkesztője, a Romániai Magyar Szó szerkesztőbizottságának tagja (1990–92), az Ifi-Fórum (1992) szerkesztőségi munkatársa, 1992-től a kolozsvári Szabadság belső munkatársa, 1992-ben az RMDSZ hivatalos lapjának, a Szövetségnek a felelős szerkesztője. Itt és az Erdélyi Naplóban jelentek meg politikai kommentárjai. Utóbb megint a Szabadság, majd az Erdélyi Napló munkatársa volt, az Erdélyi Naplónál való munkálkodása közben érte a halál.
Munkája: Kós Károly Varju-nemzetség c. művének képregény-változata (1976).